# Методи визначення контурів елементів зображень
Контур елементу зображення — в загальному випадку, замкнута лінія, обрис деякої фігури, предмета.

Є велика група методів заснована на використанні математичних моделей. Всі вони полягають у статистичному аналізу фрагментів зображення із метою дослідження змін кольору та освітленості. Найзагальнішим методом пошуку змін є обробка зображень за допомогою ковзкої маси, яку називають також фільтром, ядром, вікном чи шаблоном, яка представляє собою деяку квадратну матрицю. Процес базується на простому переміщенні маски фільтра від точки до точки по зображенню.

Для розв'язання задач розпізнавання об'єктів необхідно застосовувати методи фільтрації зображень. Наприклад фільтри Гауса, Баєса, Вінера, Гобора. При цьому використовують аналогію між динамікою зображень та фізичними процесами, наприклад дифузії.

Середовище Matlab реалізувало ряд методів визначення контурів зображень за допомогою фільтрів Робертса, Превіта, Собеля, лапласіана-гаусіана або за методом Канні.
Суть методу Канні поляє в пошуку локальних ділянок зображень (масив пікселів) із перепадами яскравості. Перепади яскравості шукають за допомогою фільтрації по кожній з осей координат одновимірним фільтром лапласіан-гаунсіна. У методі Канні для класифікаціх перепадів на «слабкі» і «сильні» використовується два пороги — нижній і верхній. «Слабкі» границі відзначаються в результуючому зображенні, тільки якщо вони з'єднані з «сильними».